# Salon international de l'artisanat pour la femme
Le Salon International de l'Artisanat pour la Femme ( SAFEM en abrégé) est un salon international de l' artisanat féminin qui se tient tous les deux ans à Niamey, dans la capitale du Nigerréunissant des centaines d'exposants de divers pays.

## Historique
La SAFEM a été créée à l'initiative du Ministère nigérien de l'Artisanat et du tourisme. La première édition a eu lieu en 2000 au Musée national Boubou Hama de Niamey . La sixième édition en 2009 a accueilli 92 126 visiteurs et 656 exposants, dont 440 femmes. Outre le cuir, la poterie et la vannerie, l'assortiment du salon comprend également des produits alimentaires et cosmétiques. Chaque numéro accorde une attention particulière à une région du Niger en pleine mutation. Le programme de soutien de la SAFEM comprend des spectacles de musique, de danse et de théâtre.

### Éditions
La 13eme édition aura du 6 au 15 décembre 2024 à Niamey et 20 pays de l'Afrique et plus de 250 exposants seront présents. Cette édition aura lieu au Palais du 29 juillet de Niamey, et de l’Académie des Arts martiaux. avec comme région phare Diffa.